# Centre Morbihan Communauté
Centre Morbihan Communauté  (ou CMC) est une communauté de communes française, située dans le département du Morbihan, en région Bretagne.

## Histoire
Dans le cadre des dispositions de la loi portant nouvelle organisation territoriale de la République du 7 août 2015, qui prévoit que les établissements publics de coopération intercommunale (EPCI) à fiscalité propre doivent avoir un minimum de 15 000 habitants, les communautés de communes dénommées  Baud Communauté, Locminé communauté et Saint-Jean Communauté fusionnent le 1er janvier 2017, pour former une première communauté de communes dénommée Centre Morbihan Communauté,, comprenant 19 communes regroupant plus de 40 000 habitants.
En 2019, les communes de Pluméliau et de Bieuzy fusionnent pour former la commune nouvelle de Pluméliau-Bieuzy, réduisant à 18 le nombre des communes associées.
Selon le rapport de la chambre régionale des comptes, « Faute de consensus, CMC n’a arrêté aucun projet stratégique nouveau pour le territoire élargi, ni organisé la coopération sous la forme d’un pacte fiscal et financier et d’un schéma de mutualisation. De même, elle a défini en 2017 et 2018 un périmètre de compétences facultatives
a minima, parfois en régression par rapport à celui des trois intercommunalités fusionnées. En pratique, elle a le plus souvent cherché à préserver des équilibres et des situations antérieures. Il en a résulté une sédimentation de pratiques historiques et d’arrangements à la carte, peu lisibles, dont l’objectif premier n’était pas d’allouer les ressources aux projets prioritaires du territoire ou de réduire les disparités entre les collectivités ».
Les communes de l'ancienne Baud Communauté estiment être défavorisées par Centre Morbihan Communauté notamment en ce qui concerne les solidarités financières,, et obtiennent, avec l'accord du conseil communautaire de CMC  la reconstitution de Baud Communauté  par un  arrêté préfectoral du 23 novembre 2021 qui a pris effet le 1er janvier 2022, par partage de la première Centre Morbihan Communauté. Une nouvelle CMC est ainsi créée au 1er janvier 2022,,
Les six communes de Baud, La Chapelle-Neuve (issue initialement de  Locminé communauté), Guénin, Melrand, Pluméliau-Bieuzy et Saint-Barthélemy quittent donc CMC, réduisant le nombre de ses communes à douze.

## Territoire communautaire

### Géographie
Située dans le centre  du département du Morbihan, la communauté de communes Centre Morbihan Communauté regroupe depuis 2022 12 communes et s'étend sur 420,89 km2.
De 2017 à 2021, le territoire communautaire réunissait 18 communes et se situait « au nord des Landes de Lanvaux qui séparent le département du Morbihan d’est en ouest. Territoire largement rural, il comprend deux aires urbaines principales : Baud et Locminé. Il comptait une population de 44 000 habitants en 2021, en légère progression depuis 2016. Il bénéficie d’un tissu économique dense : 13 sites industriels agroalimentaires, pour la plupart répartis le long de la route nationale 24, autour desquels s’est structuré un écosystème de petites et moyennes entreprises et de 200 exploitations agricoles ».
Le territoire de CMC après la scission de 2022 se caractérise par une plus grande concentration d'industries agroalimentaires et « par la grande aisance financière de la plupart de ses communes, dont trois présentent les équilibres parmi les plus favorables de Bretagne. Cette situation contraste avec la dégradation financière enregistrée par l’intercommunalité en 2022 ».

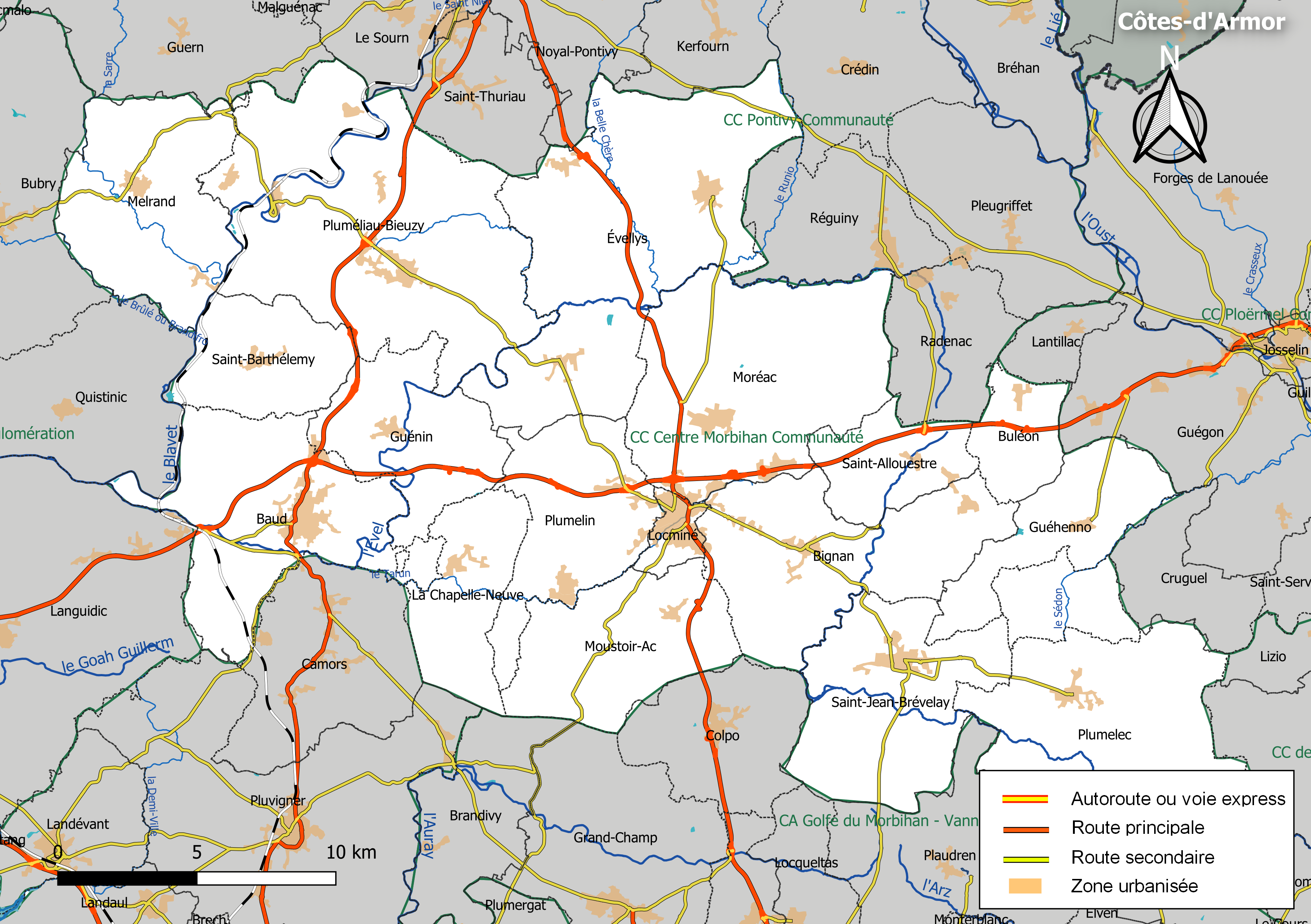
Carte de la communauté de communes Centre Morbihan Communauté avant la scission de 2022.

### Composition
En 2024, après la scission de 2022, la communauté de communes est composée des 12 communes suivantes :

| Nom                 | Code Insee | Gentilé       | Superficie (km2) | Population (dernière pop. légale) | Densité (hab./km2) |
| ------------------- | ---------- | ------------- | ---------------- | --------------------------------- | ------------------ |
| Locminé (siège)     | 56117      | Locminois     | 4,86             | 4 708 (2022)                      | 969                |
| Bignan              | 56017      | Bignanais     | 45,84            | 2 750 (2022)                      | 60                 |
| Billio              | 56019      | Billotins     | 12,03            | 324 (2022)                        | 27                 |
| Buléon              | 56027      | Buléonais     | 12,27            | 546 (2022)                        | 44                 |
| Évellys             | 56144      |               | 80,34            | 3 384 (2022)                      | 42                 |
| Guéhenno            | 56071      | Guéhennotais  | 23,33            | 804 (2022)                        | 34                 |
| Moréac              | 56140      | Moréacois     | 60,3             | 3 692 (2022)                      | 61                 |
| Moustoir-Ac         | 56141      | Moustoiracais | 33,92            | 1 713 (2022)                      | 51                 |
| Plumelec            | 56172      | Méléciens     | 58,36            | 2 730 (2022)                      | 47                 |
| Plumelin            | 56174      | Plumelinois   | 31,33            | 2 841 (2022)                      | 91                 |
| Saint-Allouestre    | 56204      | Allouestriens | 16,48            | 651 (2022)                        | 40                 |
| Saint-Jean-Brévelay | 56222      | Brevelais     | 41,83            | 2 860 (2022)                      | 68                 |

### Démographie
| 1968   | 1975   | 1982   | 1990   | 1999   | 2009   | 2014   | 2020   |
| ------ | ------ | ------ | ------ | ------ | ------ | ------ | ------ |
| 21 286 | 21 643 | 21 966 | 21 920 | 21 893 | 25 680 | 26 499 | 26 817 |

## Administration

### Siège
La communauté de communes a son siège à Locminé, Zone de Kerjean.

### Élus
La communauté de communes est administrée par son conseil communautaire, composé de 2022 à 2026 de 34 conseillers municipaux représentant chacune des  communes membres et répartis sensiblement en fonction de leur population.
Au terme des élections municipales de 2020 dans le Morbihan, le conseil renouvelé a élu le 10 juillet 2020 son nouveau président, Benoît Rolland, maire de Moustoir-Ac ainsi que ses vices-présidents.
Dans le cadre de la scission de 2022, le conseil communautaire réduit aux représentants des communes demeurant dans CMC a réélu le 18 décembre 2021 son président, Benoît Rolland et désigné ses vice-présidents, qui, en 2024,  sont les suivants : 
1. Stéphane Hamon, maire de Plumelec, chargé de l'aménagement, de l'urbanisme et de la mobilité ;
2. Nolwenn Bauché-Cavaud, maire de Ghéhenno, chargée du projet de territoire, des transitions, de  la contractualisation et des relations avec les communes ;
3. Chantal Bihouès, maire de Bignan, chargée de l'insertion, de l'emploi et de l'enfance-jeunesse ;
4. Pierre Guégan, maire de Plumelin, chargé du développement économique et numérique ;
5. Jeanne Le Nedic, élue de Évellys et maire déléguée de Remungol, chargée de la culture, du tourisme et du sport ;
6. Gérard Le Roy, maire de Saint-Allouestre, chargé de l'environnement ;
7. Pascal Roselier, maire de Moréac, chargé de l'administration générale, des ressources humaines et des finances ;
8. Hervé Laudic, maire-adjoint de Locminé, chargé des services techniques et des travaux.

### Liste des présidents
| Période       | Période                    | Identité         | Étiquette | Qualité |
| ------------- | -------------------------- | ---------------- | --------- | --- |
| janvier 2017  | juillet 2020               | Gérard Corrignan | DVD       | Maire d'Évellys Président de Locminé communauté (2002 → 2016)                                                                          |
| juillet 2020, | En cours (au 14 mars 2024) | Benoît Rolland   | UDI       | Cadre de la chambre d’agriculture Maire de Moustoir-Ac (2008 → ) Réélu pour le mandat 2022-2026 après la scission avec Baud Communauté |

### Compétences
Centre Morbihan Communauté exerce les compétences que lui ont transféré les communes membres, dans les conditions déterminées par le code général des collectivités territoriales

### Régime fiscal et budget
La communauté de communes est un établissement public de coopération intercommunale à fiscalité propre.
Afin de financer l'exercice de ses compétences, l'intercommunalité perçoit la fiscalité professionnelle unique (FPU) – qui a succédé à la taxe professionnelle unique (TPU) – et assure une péréquation de ressources entre les communes résidentielles et celles dotées de zones d'activité.
Elle ne reverse pas de dotation de solidarité communautaire (DSC) à ses communes membres.
Selon la chambre régionale des comptes, « Centre Morbihan Communauté a ainsi augmenté le taux des taxes foncières à trois reprises entre 2018 et 2023,
alors qu’elle déploie au bénéfice des communes des dispositifs de solidarité dont la plupart d’entre-elles n’ont pas besoin »

## Projets et réalisations
Conformément aux dispositions légales, une communauté de communes a pour objet d'associer des « communes au sein d'un espace de solidarité, en vue de l'élaboration d'un projet commun de développement et d'aménagement de l'espace ».